# جيمس وود (سياسي أمريكي)
جيمس وود (بالإنجليزية: James Wood) هو ضابط وسياسي أمريكي، ولد في 28 يناير 1741 في وينشستر في الولايات المتحدة، وتوفي في 16 يونيو 1813. نشط حزبياً في الحزب الجمهوري الديمقراطي. وقد انتخب حاكم فرجينيا ‏ (1 ديسمبر 1796 – 1 ديسمبر 1799).